# Cachoeirinha
Cachoeirinha és un municipi de l'estat brasiler de Rio Grande do Sul, pertanyent a la mesoregió Metropolitana Porto Alegre. Situat a la vora del riu Gravataí, al sud.